# 新田章 (俳優)
新田 章（にった あきら、1950年1月12日 - ）は、日本の俳優である。京都府京都市上京区出身。
「水戸黄門」「銭形平次」「江戸を斬る」などの時代劇に複数回に亘って出演するほか、「本陣殺人事件」「餓鬼草紙」「若き日の講道館」などの映画作品にも出演している。

## 出演作品

### 映画
- 忍びの衆（1970年、大映）- 奥小姓
- 若き日の講道館（1970年、大映）- 車掌
- 女番長ゲリラ（1972年、東映）- 井上
- 女番長〈スケバン〉（1973年、東映）- 二宮秀昭
- 餓鬼草紙（1973年）- 青年
- 女医の愛欲日記（1973年、東映）- 西野秀雄
- 痴情ホテル（1974年、東映）- 三郎
- 本陣殺人事件（1975年、ATG） - 一柳三郎
- ホステス色暦 相姦関係（1976年、大映）- 植田

### テレビドラマ
- ザ・ガードマン（1971年）
- 木枯し紋次郎（1972年）
- あの子が死んだ朝（1972年）
- 部長刑事（1972年）
- 遠山の金さん捕物帳（1972年）
- 一本刀土俵入（1972年）
- 隼人が来る（1973年）
- 水戸黄門 第4部（1973年）
- 新選組（1973年）
- 銭形平次（1973年）- 若い男
- 江戸を斬る 梓右近隠密帳（1974年）
- 銭形平次（1974年）- 嘉助
- 助け人走る（1974年） - 信吉
- 水戸黄門 第5部（1974年）
- 銭形平次（1975年）- 房吉
- 江戸を斬るII（1976年）
- 必殺仕業人（1976年）
- 五街道まっしぐら!（1976年）
- 銭形平次（1976年）- 新吉
- 遠山の金さん（1976年）
- 江戸を斬るIII（1977年）
- 桃太郎侍（1977年）- 美作屋
- 銭形平次（1977年）- 芳三
- 水戸黄門 第8部（1977年）
- 新 木枯し紋次郎（1977年）
- 部長刑事（1977年）
- 水戸黄門 第8部（1978年）
- 横溝正史シリーズII「不死蝶」（1978年）- 矢部英二
- 疾風同心（1978年）- 寅次
- 吉宗評判記 暴れん坊将軍（1979年） - 半村